# Guido Daurù
Guido Daurù (Ortisei, 25 giugno 1926 – 2010) è stato un intagliatore italiano.

## Biografia
Dopo aver appreso le tecniche dell'intaglio del legno tradizionalmente diffuse nella natìa Ortisei, cominciò a sperimentare l'uso di materiali come marmo e e bronzo. Alla locale Scuola d'Arte ebbe come insegnanti Li Rosi e Stefano Baschierato, allievo di Arturo Martini.
Secondo il critico Luigi Serravali, dopo quell'esperienza Daurù ha sempre cercato di "sradicarsi e osare formule plastiche più ardite, libere".
Negli anni Quaranta aderì al Suedtiroler Kuenstlerbund di Bolzano, e nel 1949 partecipò a una collettiva nella galleria Bevilacqua La Masa di Venezia. Nel 1954 ricevette il primo premio alla Biennale d'Arte Sacra di Bologna. Nel 1964 ebbe una mostra personale alla Galleria dell'Europeo di New York e vinse il primo premio alla mostra nazionale di Suzzara. Nel 1965 partecipò a una collettiva al Grand Palais di Parigi. Dal 1968 si dedicò all'insegnamento. Nel 1985 espose all'Esposizione Internazionale di Tsukuba e alla Galleria Arai di Ginza in Giappone. Nel 1995 cinque sue opere in legno e bronzo vennero esposte alla mostra Itinera, organizzata a Castel Mareccio dalla Provincia autonoma di Bolzano.